# Réginald de Piperno
Réginald de Piperno ou encore Reginaldus ou Reynaldus, ou encore  Raynald  né à Piperno (c'est-à-dire Priverno dans le diocèse de  Terracine, Sezze, et  Pipernoen) en 1230 et mort entre 1285 et 1295 à Anagni, est un dominicain, théologien, maître enseignant (au studium generale  de Naples et Orvieto, vers  1263-1265), prédicateur, confesseur et secrétaire de Thomas d'Aquin puis compilateur.

## Biographie

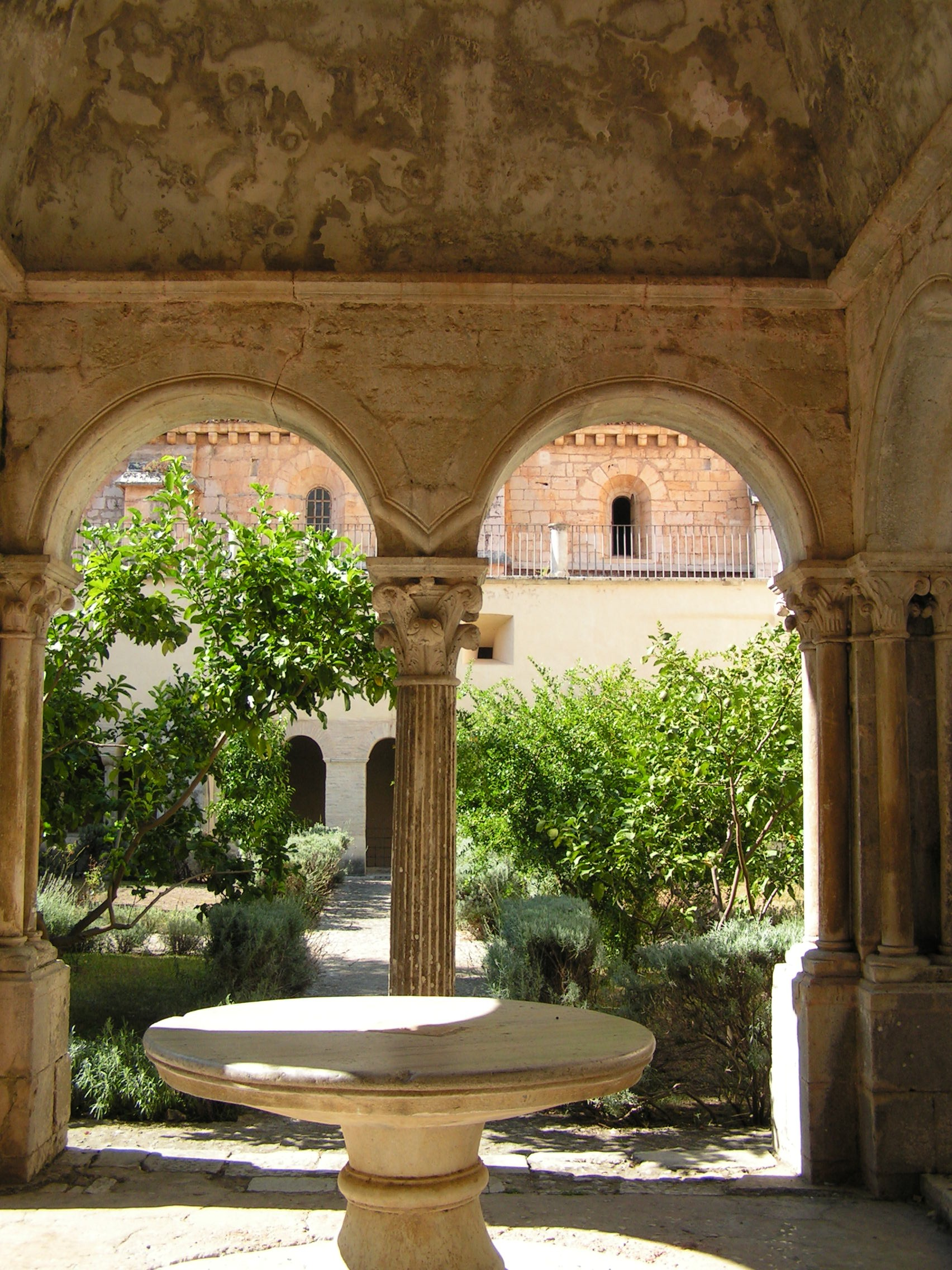
Abbaye de Fossanova dans le diocèse de Priverno où mourut saint Thomas

Réginald de Piperno fait partie des secrétaires dont s'entourait Thomas d'Aquin. Celui-ci  le guérit un jour de la fièvre et il lui succédera au Studium de Naples en 1272, pour compagnon intime (socius), c'est-à-dire secrétaire (il lui dédiera quelques œuvres), collaborateur, confesseur, puis compilateur.
Il témoigne au procès de canonisation de saint Thomas, (rapportant miracle et vision de la Vierge, extase et lévitation (Salerne) de saint Thomas) lequel, malade et sur le point de mourir, était avec lui et Jacques de Salerne en voyage pour se rendre au 14e Concile œcuménique de Lyon et dont il reçut alors, la dernière confession, à l'Abbaye de Fossanova, le couvent le plus proche se trouvant sur leur route, où saint Thomas épuisé, mourut. C'est frère Reginald qui prononcera son oraison funèbre.
Secrétaire de Thomas d'Aquin, il vit dans l'ombre du saint. Il rapporte, parfois de mémoire (nota) ses enseignements pour les mettre par écrit. Il recueille après sa mort tous les manuscrits du saint et les compile (Supplément de la Summa Theologiae et Livre  IV du Commentaire  des Sentences) et organise la Somme Théologique (Opuscula  Postillae super Epistolas S. Paul, Postilla super Tres Nocturnos Psalterii, Lectura super Primum de Anima) en plus des écrits qui lui furent dictés par saint Thomas. On lui attribue aussi une partie de Postilla  In  Iohannem, la fin de l'œuvre qui aurait pu être corrigée par Saint Thomas,.  Il aurait composé le catalogue « officiel » des œuvres de saint Thomas.
Frère Reginald rapporte le souvenir d'une extase de saint Thomas en 1274 : pendant quelques jours, le saint refuse de lui dicter quoi que ce soit, contrairement à son habitude. Il lui demande alors la raison. Frère Thomas d’Aquin lui dit alors  « J’ai vu des choses que la langue de l’homme ne peut exprimer : À côté de ce qui m’a été révélé, tout ce que j’ai écrit et dit m’apparaît comme rien». L'extase met fin aux recherches théologiques du  saint Docteur et plus jamais saint Thomas, qui meurt cette même année, ne dicta quoi que ce soit à frère Réginald.
Saint Thomas meurt et frère Réginald compose seul le supplément du traité Les Sacrements et les fins dernières  (qui complète ce qui manque à la Somme théologique). Ce texte composé par frère Réginald est compilé à partir du Commentaire du livre des Sentences, et traite de la pénitence, de l'ordre, du mariage, de l'extrême-onction et surtout des fins dernières.
Il succède à Saint Thomas d'Aquin au couvent de Naples. Il  meurt entre 1285 et 1295 à Anagni.
On trouve mention de frère Reginald dans les explicit de saint Thomas : 
- « Fin du vingt-sixième Opuscule, c'est-à-dire De l'astrologie, d'après saint Thomas d'Aquin, au très cher frère Reginald son confrère bien-aimé ».
- On trouve dans une note extraite de la vie de saint Thomas d'Aquin par Bernard Gui : « Nota quod, sicut habetur in legenda beati Thome, ipse beatus Thomas scripsit super Johannem usque ad quintum capitulum inclusive, residuumque sub eo legente reportavit frater Reginaldus seu Raynaldus de Piperno, socius ejus, et hoc evidenter agnoscitur ex ipso stilo, ex plurimisque sententiis et dubiorum determinationibus, quas in hac postilla notabili et in summa et quolibetis aliisque operibus suis consimili forma resolvit. Quare potius ascribenda est beato Thome, tanquam principali actori, ejusque nomine insignienda »[4].
- Ou encore : « Hec ergo sunt que ego frater Raynaldus de Piperno, ordinis Predicatorum, ad preces quorumdam sociorum et specialiter ad mandatum reverendi patris domini prepositi Sancti Audomari, post fratrem Thomam de Aquino, quasi qui colligit racemos post vindemiam, utinam non diminute collegi, ubi de bene dictis Deo inspiranti laudes, magistro dicenti grates a legentibus refferantur, set de minus bene dictis mihi tantum atribuendis veniam labor et impericia impetrent. Caritas vero qua labor assumitur, orationum suffragia mereatur »[5].

## Citation
« Tant qu'il vécut, mon Maître m'empêchait de révéler les merveilles dont j'ai été le témoin. Il devait moins sa science à l'effort de son esprit qu'à la puissance de sa prière. Toutes les fois qu'il voulait étudier, discuter, enseigner, écrire ou dicter, il recourait d'abord au secret de l'oraison, pleurant devant Dieu pour trouver dans la vérité les secrets divins, et par l'effet de cette prière étant avant l'oraison dans l'incertitude, il s'en revenait instruit».

## Compléments